# UFC Fight Night: Werdum vs. Volkov
UFC Fight Night: Werdum vs. Volkov（ユーエフシー・ファイトナイト：ヴェウドゥム・バーサス・ヴォルコフ、別名UFC Fight Night 127）は、アメリカ合衆国の総合格闘技団体「UFC」の大会の一つ。2018年3月17日、イングランド・ロンドンのO2アリーナで開催された。

## 大会概要
本大会ではファブリシオ・ヴェウドゥムとアレキサンダー・ヴォルコフによるヘビー級戦が組まれた。

## 試合結果

### プレリミナリーカード
第1試合 ヘビー級 5分3R
○  ドミトリー・ソスノフスキー vs.  マーク・ゴッドビアー ×
2R 4:29 リアネイキッドチョーク
第2試合 ライト級 5分3R
○  ケイジャン・ジョンソン vs.  スティービー・レイ ×
3R終了 判定2-1（29-28、28-29、29-28）
第3試合 ライトヘビー級 5分3R
○  ポール・クレイグ vs.  マゴメド・アンカラエフ ×
3R 4:59 三角絞め
第4試合 フェザー級 5分3R
○  ダニー・ヘンリー vs.  ハキーム・ダオドゥ ×
1R 0:39 TKO（ギロチンチョーク）
第5試合 ウェルター級 5分3R
○  ダニー・ロバーツ vs.  オリバー・エンカンプ ×
1R 2:12 KO（左フック）
第6試合 ミドル級 5分3R
○  チャールズ・バード vs.  ジョン・フィリップス ×
1R 3:58 リアネイキッドチョーク

### メインカード
第7試合 ウェルター級 5分3R
○  レオン・エドワーズ vs.  ペーター・ソボタ ×
3R 4:59 TKO（パウンド）
第8試合 バンタム級 5分3R
○  トム・デュケノワ vs.  テリオン・ウェア ×
3R終了 判定3-0（29-28、29-28、30-27）
第9試合 ライトヘビー級 5分3R
○  ヤン・ブラホヴィッチ vs.  ジミ・マヌワ ×
3R終了 判定3-0（29-28、29-28、30-27）
第10試合 ヘビー級 5分5R
○  アレキサンダー・ヴォルコフ vs.  ファブリシオ・ヴェウドゥム ×
4R 1:38 TKO（右アッパー→パウンド）

### 各賞
ファイト・オブ・ザ・ナイト： ヤン・ブラホビッチ vs. ジミ・マヌワ
パフォーマンス・オブ・ザ・ナイト： アレキサンダー・ヴォルコフ、ポール・クレイグ
各選手にはボーナスとして5万ドルが授与された。

### カード変更
負傷などによるカードの変更は以下の通り。